# 기레순주

기레순주의 위치

기레순주(튀르키예어: Giresun ili)는 튀르키예 북부와 흑해 연안에 위치한 주로, 흑해 지역에 속한다. 주도는 기레순이며 면적은 6,934km2, 인구는 523,816명(2007년 기준), 자동차 번호는 28번, 시외전화 지역번호는 0454번이다. 동쪽으로는 트라브존주, 남서쪽으로는 귀뮈샤네주, 남쪽으로는 에르진잔주, 남동쪽으로는 시바스주, 서쪽으로는 오르두주와 접하며 16개 군을 관할한다.